# Řízený okrsek
Řízený okrsek (angl. Control Zone, zkratka CTR) je výraz pro úsek vzdušného prostoru obvykle ve tvaru svislého válce v těsném okolí řízeného letiště. Slouží k ochraně provozu na letištích a letadel letících po okruhu.
Prostor sahá od zemského povrchu do určité výšky, obvykle více než 915 m (3000 stop). Např. pro letiště Praha Ruzyně a letiště Vodochody je to 3500 ft AMSL (stop nad hladinou moře). Pro letiště Karlovy Vary je to 3500 ft (AMSL), tedy na spodní hranici TMA. Obdobně pro Ostravu Mošnov je to 2500 ft (AMSL) ke spodní hranici TMA. V ostatních zemích může být tato výška různá. Na ní navazuje koncová řízená oblast jejíž rozsah je 9 až 80 km (především ve směru vzletové a přistávací dráhy).
CTR má často půdorys kruhu sjednoceného s obdélníkem. Vzdušný prostor v CTR bývá třídy D (TMA Praha je třídy C). Letadla v TMA jsou předmětem letového povolení a musí udržovat spojení s orgány ŘLP. Pro vstup do CTR je povinnost mít:
- oboustranné radiové spojení
- letový plán
- schválený let

Provoz v CTR je obvykle řízen řídící věží (stanoviště TWR). Ohrožení provozu v CTR prostoru může být kvalifikováno jako trestný čin obecného ohrožení. Do tohoto úseku nesmí piloti bez kvalifikace Řízené lety VFR, typicky paraglidy, rogala či ultralighty.